# Kameňák 2
Kameňák 2 je česká filmová komedie Zdeňka Trošky z roku 2004. Jde o druhý film z filmové tetralogie z let 2003 až 2013. Hlavní hrdinové seriálu Kameňák jsou Josef „Pepa“ Novák, Vilma Nováková, Josef „Pepíček“ Novák mladší, stará Kropáčková a děda Uzlíček. Děj se odehrává ve smyšleném městečku, kde na každém kroku číhá jiná vtipná situace. V každém díle proběhne jeden týden - film je rozdělen na dny.
Televizní premiéra proběhla 1. ledna 2005 ve 20.00 na Nově.

## Hrají
- Pepa – policista (Václav Vydra)
- Vilma – učitelka (Jana Paulová)
- Víťa – doktor (Petr Pěknic)
- Rodeo – voják (Nikola Navrátil)
- Leo Kohn – (Josef Laufer)
- Primář – (Marek Vašut)
- Kropáčková – stará babka (Anna Vejvodová)
- Pepíček – (Tomáš Lipský)
- Julie - (Věra Kuchtová)
- Uzlíček – pacient (Zdeněk Kozák)
- Major – (Vladimír T. Gottwald)
- Prodavačka – (Helena Růžičková)
- Prodavač ve Zverimexu – (Richard Genzer)
- Eda - ředitel (Ladislav Županič)
- Poláček - děda (Lubomír Lipský)
- Poláčková - babička (Věra Tichánková)
- Novák - děda (Jan Skopeček)
- Nováková - babička (Jaroslava Tichá)
- Vlasta - učitelka (Dana Morávková)
- Sára Kohnová - manželka Lea Kohna (Hana Čížková)
- Tchyně - tchyně Lea Kohna (Eva Tauchenová)
- Lord - (Oleg Reif)
- Lejdy - (Jana Andresíková)
- Džejms - sluha (Marcel Vašinka)
- Karel - Matka představená (Václav Glazar)
- Bordelmáma - (Jaroslava Obermaierová)
- Major (Vladimír T. Gottwald)
- Helena - psycholožka (Helena Vondráčková)
- Notářka - (Andrea Černá)
- Marek - (Martin Maxa)
- Zdravotní sestra - (Monika Absolonová)
- Listonoš - (Martin Lukáč)
- Ríša - policista (Jiří Kohout)
- Olda - policista (Rostislav Justin Valeš)
- Vilda - policista (Pavel Urbánek)
- Bára - zdravotní sestra (Pavlína Dupalová)
- Maruš - zdravotní sestra (Zuzana Štalmachová)
- Hostinský - (Karel Liebl)